# Modèles organisationnels d'accidents
 (février 2017).
Si vous disposez d'ouvrages ou d'articles de référence ou si vous connaissez des sites web de qualité traitant du thème abordé ici, merci de compléter l'article en donnant les références utiles à sa vérifiabilité et en les liant à la section « Notes et références ».
 (février 2017).
Les modèles de causalité d'accident sont utilisés pour l'analyse des risques et la gestion des risques des systèmes humains.
Depuis les années 1990, ils sont largement reconnus et une utilisation dans les soins de santé, dans l'industrie de la sécurité aérienne et dans les organisations de services d'urgence. Beaucoup d'entre eux se concentrent sur ce que l'on appelle les effets cumulatifs.

## Leswiss cheese model

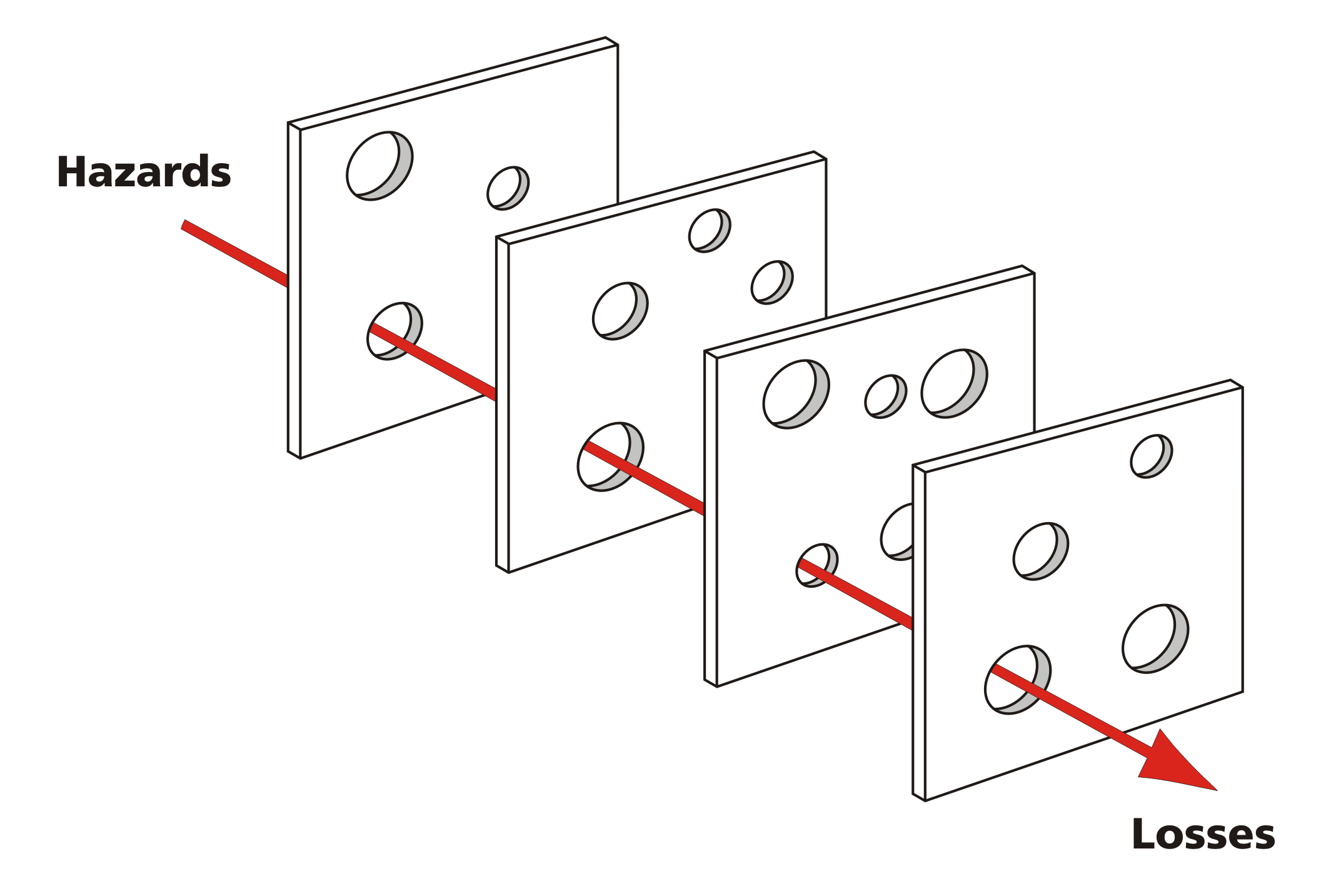
Les défenses d'une organisation contre l'échec sont modélisées par une série d'obstacles, représentés par des tranches de fromage.

Le modèle créé par James Reason est également appelé swiss cheese model. Les défenses, les barrières et les sécurités peuvent être comparées à des tranches d'emmental avec des trous qui symbolisent les failles dans chaque niveau de défense :
- défenses technologiques,
- sécurités liées aux acteurs eux-mêmes,
- barrières correspondant aux procédures
- contrôles administratifs
- , etc.

Bien que le swiss cheese model soit respecté et considéré comme une méthode utile de rapprochement des concepts, il a été critiqué pour son utilisation à grande échelle et sans suffisamment d'autres modèles ou supports.

## Domaines d'échec
James Reason a émis l'hypothèse que la plupart des accidents peuvent être attribués à un ou plusieurs des quatre domaines d'échec : les influences organisationnelles, la supervision, les conditions préalables et les actes spécifiques.
Les conditions préalables pour les actes dangereux comprennent la fatigue de l'équipage ou des pratiques de communication inappropriées. Une supervision du risque englobe des choses comme, par exemple, deux pilotes inexpérimentés qui sont associés et envoyés en vol dans des conditions météorologiques défavorables en pleine nuit. Les influences organisationnelles englobent des éléments tels que la réduction des dépenses de formation des pilotes en période de restriction budgétaires.

## Les trous et les tranches
Dans le swiss cheese model, les défenses d'une organisation contre l'échec sont modélisées par une série d'obstacles, représentés par des tranches de fromage. Les trous dans les tranches représentent des faiblesses dans des parties individuelles du système et varient continuellement en taille et en position à travers les tranches. Le système produit des défaillances lorsqu'un trou dans chaque tranche s'aligne momentanément, permettant « une trajectoire d'opportunité d'accident » (tel que défini par Reason), de sorte qu'un danger traverse des trous dans toutes les tranches, conduisant à une défaillance.

## Défaillances actives et défaillances latentes
Le modèle inclut, dans la séquence causale des échecs humains qui conduit à un accident ou une erreur, à la fois des défaillances actives et des défaillances latentes. L'ancien concept de défaillances actives englobe les actes dangereux qui peuvent être directement liés à un accident, tels que (dans le cas des accidents d'avion) les erreurs de pilotage. Ce dernier concept de défaillances latentes est particulièrement utile dans le processus d'enquête sur les accidents d'aéronef, puisqu'il encourage l'étude des facteurs contributifs dans le système qui peuvent demeurer dormants pendant une longue période (jours, semaines ou mois) jusqu'à ce qu'ils aient finalement contribué à l'accident. Les échecs latents couvrent les trois premiers niveaux d'échec dans le modèle de Reason.
Les mêmes analyses et modèles s'appliquent dans le domaine de la santé, et de nombreux chercheurs ont fourni des résumés descriptifs, des anecdotes et des analyses du travail de Reason sur le terrain. Par exemple, une défaillance latente pourrait être l'emballage similaire de deux médicaments d'ordonnance différents qui sont ensuite stockés les uns près des autres dans une pharmacie. Un tel échec serait un facteur contributif dans l'administration du mauvais médicament à un patient. Ces recherches ont conduit à la constatation que l'erreur médicale peut être le résultat de " défauts du système, pas de failles humaines ", et que la cupidité, l'ignorance, la malice ou la paresse individuelles ne sont pas les seules causes d'erreur.